# 小さい潜水艦に恋をしたでかすぎるクジラの話
『小さい潜水艦に恋をしたでかすぎるクジラの話』は、野坂昭如の小説、及びそれを原作としたアニメ。

## アニメ（NHK版）

### 放送局
NHK BS2 1996年8月12日放送

### キャスト
- 大塚寧々
- 原田芳雄

## アニメ（テレビ朝日版）
戦争童話集シリーズ第3作。

### 放送局
2004年8月14日にテレビ朝日系で放映。

### スタッフ
- 原作：野坂昭如
- 画：黒田征太郎
- 企画：木村純一（テレビ朝日）、加藤良雄
- 監督：やすみ哲夫
- 脚本：藤本信行
- キャラクターデザイン：関修一
- 作画監督：大武正枝
- 美術監督：西田稔、田崎万里子
- 撮影監督：金子智洋
- 編集：岡安肇
- 音響監督：大熊昭
- 音楽：相良まさえ
- 効果：武藤晶子（サウンドボックス）
- 色指定：宮本陽子
- プロデューサー：梶淳（テレビ朝日）、増子相二郎・小倉久美
- 制作：テレビ朝日、シンエイ動画

### キャスト
- 幸多：三浦斗夢
- クー助：高戸靖広
- 好恵：菊地優見
- 艦長：田原アルノ
- 教官：塩屋浩三
- 遠藤：梅津秀行
- 太田：増岡太郎
- 加藤：川中子雅人
- 母クジラ：翠準子
- アオウミガメ：仲木隆司
- シャチ：草尾毅
- イルカA：渋谷茂
- イルカB：成田剣
- クジラA子：茂呂田かおる
- クジラB子：柿沼紫乃
- クジラC子：若菜ようこ
- ウメ子：大塚海月
- ナレーション：折笠富美子